# Хенри Тауб
Хенри Тауб (енгл. Henry Taube, Нудорф, 30. новембар 1915 — Пало Алто, 16. новембар 2005) је био амерички хемичар. Добитник је Нобелове награде за хемију 1983. за објашњење механизама реакција на бази трансфера електрона, нарочито оних у металним комплексима.
Тауб се пре свега бавио проучавањем размене електрона између јона у хемијским реакцијама. Резултат овог проучавања је био теоријски модел посматраних реакција.